# Station Mâcon-Loché-TGV
Station Mâcon-Loché-TGV is een spoorwegstation in de Franse stad Mâcon op het traject van de LGV Sud-Est. Het TGV-station werd geopend in september 1981. Het station wordt uitsluitend aangedaan door hogesnelheidstreinen; aansluitend openbaar vervoer is per bus.

## Treindienst
| Serie    | Treinsoort | Route                                                                             | Bijzonderheden                                           |
| -------- | ---------- | --------------------------------------------------------------------------------- | -------------------------------------------------------- |
| TGV 6600 | TGV (SNCF) | Paris-Lyon – Le Creusot TGV – Mâcon-Loché-TGV – Lyon-Part-Dieu – Lyon-Perrache    | Achttien treinen per dag, twaalf non-stop Parijs - Lyon. |
| TGV 6930 | TGV (SNCF) | Paris-Lyon – Mâcon-Loché-TGV – Bourg-en-Bresse – Aix-les-Bains-Le Revard – Annecy |                                                          |